# Qianaphaenops
Qianaphaenops is een geslacht van kevers uit de familie van de loopkevers (Carabidae). De wetenschappelijke naam van het geslacht is voor het eerst geldig gepubliceerd in 2000 door Ueno.

## Soorten
Het geslacht Qianaphaenops omvat de volgende soorten:
- Qianaphaenops longicornis Ueno, 2000
- Qianaphaenops pilosus Ueno, 2000
- Qianaphaenops rotundicollis Ueno, 2000
- Qianaphaenops tenuis Ueno, 2000